# Arenosillo
El río Arenosillo, también referido en algunas fuentes como arroyo Arenosillo, es un río del sur de la península ibérica perteneciente a la cuenca hidrográfica del Guadalquivir, que discurre en su totalidad por el territorio del nordeste de la provincia de Córdoba (España). 

## Curso
El Arenosillo nace en Sierra Morena, en el término municipal de Cardeña, dentro del parque natural de la Sierra de Cardeña y Montoro. Discurre en dirección nordeste-suroeste a lo largo de unos 30 km hasta su desembocadura en el embalse de Arenoso, donde confluye con el río Arenoso en el término de Montoro. 

## Historia
Antaño eran famosos los baños de Arenosillo, balneario situado a unos 8 km al norte de la localidad de Montoro. Pascual Madoz menciona en el Diccionario geográfico-estadístico-histórico de España y sus posesiones de Ultramar que en ellos se trataban enfermedades cutáneas y sifilíticas.